# Aloe nobilis
Aloe × nobilis é um híbrido entre duas espécies do género Aloe, Aloe mitriformis e Aloe brevifolia, pertencentes à família Asphodelaceae.

## Distribuição
Aloe mitriformis e Aloe brevifolia são ambas provenientes da África do Sul. No entanto, desconhecem-se híbridos entre as duas no seu habitat natural, e pensa-se que o A. × nobilis terá surgido na Europa a partir do cruzamento entre plantas cultivadas destas duas espécies .
A. × nobilis é frequente em cultivo, espalhando-se por vezes para áreas naturais. Existem populações naturalizadas em Portugal .